# Біла Земля
Бі́ла Земля́ (рос. Белая Земля) — архіпелаг у Північному Льодовитому океані, у складі архіпелагу Земля Франца-Йосифа.

## Географія
До складу архіпелагу входить всього 3 острова, які значно відокремлені від усього архіпелагу:
- Острів Аделаїди
- Єва-Лів
- Фреден

## Історія
Острови були відкриті 10 серпня 1895 року полярним дослідником Фрітьйофом Нансеном під час експедиції 1893–1896 років і названі ним Білою Землею. На карті Нансена в склад архіпелагу входило 4 острови, та як він думав, що острів Єва-Лів складається з двох окремих частин Єва та Лів. Помилився дослідник через те, що острови сковані льодами і утворюють єдине ціле, важко було встановити точні обриси суходолу.